# Trinidad och Tobago i olympiska sommarspelen 2004
Trinidad och Tobago i olympiska sommarspelen 2004 bestod av idrottare som blivit uttagna av Trinidad och Tobagos olympiska kommitté.

## Friidrott
Herrarnas 100 meter:
- Nicconnor Alexander
  - Omgång 1 — 10.22 (3:a i heat 10, kvalificerad, 18:a totalt)
  - Omgång 2 — 10.48 (7:a i heat 3, gick inte vidare, 39:a totalt)

- Ato Boldon
  - Omgång 1 — 10.41 (4th in heat 6, gick inte vidare, 44:a totalt)

- Marc Burns
  - Omgång 1 — diskvalificerad (→ did not advance, ingen placering)

Marc Burns gjorde den andra tjuvstarten i sitt heat.
Herrarnas 400 meter:
- Ato Modibo
  - Omgång 1 — 46.29 (4:a i heat 3, gick inte vidare, 36:a totalt)

Herrarnas 800 meter:
- Sherridan Kirk
  - Omgång 1 — 1:48.12 (6:a i heat 8, gick inte vidare, 51:a totalt)

Herrarnas 4 x 100 meter:
- Nicconnor Alexander, Marc Burns, Ato Boldon, och Darrel Brown
  - Omgång 1 — 38.53 (T-4:a i heat 1, kvalificerade, T-5:a totalt) (Nationellt rekord)
  - Final — 38.60 (7:a totalt)

Herrarnas tresteg:
- Le Juan Simon
  - Kval — 16.16 m (17:a i grupp A, gick inte vidare, 36:a totalt)

Damernas 100 meter:
- Fana Ashby
  - Omgång 1 — 11.43 (3:a i heat 3, kvalificerad, T-30:a totalt)
  - Omgång 2 — 11.54 (7:a i heat 3, gick inte viare, 28:a totalt)

Damernas 4 x 100 meter:
- Ayanna Hutchinson, Wanda Hutson, Fana Ashby, och Kelly Ann Baptiste
  - Omgång 1 — Fullföljde inte

Damernas kulstötning:
- Cleopatra Borel
  - Kval: 18.90 m (2:a i grupp B, kvalificerad, 3:a totalt) (Nationellt rekord)
  - Final A — 18.35 m (→ gick inte vidare, 10:a totalt)

Damernas släggkastning:
- Candice Scott
  - Omgång 1 — 68.27 m (7:a i grupp B, 'kvalificerad', 12:a totalt)
  - Final A — 69.94 m (→ gick inte vidare, 9:e plats) (Nationellt rekord)

Damernas sjukamp:
- Marsha Mark-Baird
  - 5962 poäng (→ 25:a totalt)
    - 100 meter häck: 13.58 s (1039 poäng)
    - Höjdhopp: 1.70 m (855 poäng) (Totalt: 1894 poäng)
    - Kulstötning: 11.20 m (608 poäng) (Totalt: 2502 poäng)
    - 200 meter: 25.11 s (877 poäng) (Totalt: 3379 poäng)
    - Längdhopp: 6.22 m (918 poäng) (Totalt: 4297 poäng)
    - Spjutkastning: 49.90 (858 poäng) (Totalt: 5155 poäng)
    - 800 meter: 2:12.21 (807 poäng) (Totalt: 5962 poäng)

## Taekwondo
| Idrottare      | Gren             | Åttondelsfinaler     | Kvartsfinaler        | Semifinaer           | Återkval             | Bronsmatch           | Final                | Final            |
| Idrottare      | Gren             | Motståndare Resultat | Motståndare Resultat | Motståndare Resultat | Motståndare Resultat | Motståndare Resultat | Motståndare Resultat | Placering        |
| -------------- | ---------------- | -------------------- | -------------------- | -------------------- | -------------------- | -------------------- | -------------------- | ---------------- |
| Chinedum Osuji | Herrarnas −80 kg | Ahmadov (AZE) L 3–10 | Gick inte vidare     | Gick inte vidare     | Gick inte vidare     | Gick inte vidare     | Gick inte vidare     | Gick inte vidare |